# Centris collaris
Centris collaris är en biart som beskrevs av Amédée Louis Michel Lepeletier 1841. Centris collaris ingår i släktet Centris och familjen långtungebin. Inga underarter finns listade.